# 春日版
春日版（かすがばん）とは、平安時代後期から鎌倉時代にかけて興福寺を中心とした奈良の寺院で印刷・出版された経典などの仏教書類のこと。広義においては、江戸時代までのものを含む場合もある。「春日」とは、藤原氏の氏社である春日大社のことで、同じく藤原氏の氏寺であった興福寺において完成した書物を春日大社に奉納したこと、あるいは刊記や巻末の識語に春日大社に祀られている春日明神への詞が記されていることに由来する（ただし、「春日版」という言葉は近代歴史学における呼称である）。なお、興福寺には2700枚以上の版木が残されており、重要文化財の指定を受けている。
多くは1行17文字の楷書で揃えられた無匡郭の和様字体で厚手の用紙に両面または片面印刷されている。現存する版木も比較的多く、毎版面の右隅に開版年代・寺名・願主・施主・彫工の氏名が印刷時に写らない方法で隠刻されている。特に興福寺で研究が盛んであった『成唯識論』及びその注釈書の刊本が多く残されている（最古は正倉院所蔵の寛治2年（1088年）の『成唯識論』である）。また、鎌倉期には『大般若波羅蜜多経』などの大規模な印刷も行われた。